# Giuseppe Lais
Padre Giuseppe Lais (Roma, 10 aprile 1845 – Roma, 26 dicembre 1921) è stato un presbitero e astronomo italiano.

## Biografia
Primo dei tredici figli di Giovanni Lais e Elena Langeli, crebbe in una condizione benestante e frequentò le scuole del Collegio Romano, dove fu allievo di padre Angelo Secchi, direttore dell'osservatorio astronomico del collegio. Il suo maestro lo convinse a intraprendere un corso di perfezionamento a Londra, partecipando anche a una missione scientifica. Conseguì due lauree all'Università di Roma, una in matematica e fisica e l'altra in ingegneria e architettura.
Nel 1871 entrò nella Confederazione dell'oratorio di San Filippo Neri, diventando sacerdote nel 1873.
Diventò assistente di padre Secchi, proseguì gli studi di meteorologia e astronomia anche dopo la morte del suo maestro e la confisca dell'osservatorio pontificio da parte dello Stato italiano, installando nella sua casa un piccolo osservatorio. Nel 1882 osservò un transito di Venere sul disco solare e nel 1887 partecipò alla spedizione pontificia in Russia per l'osservazione dell'eclisse totale di Sole del 19 agosto.
A Roma fondò il Collegio Vallicelliano dedicato alla formazione non soltanto religiosa ma anche culturale dei giovani, che spesso istruiva nei primi rudimenti dell'astronomia servendosi anche del suo piccolo osservatorio domestico. Parallelamente al lavoro astronomico, svolse una notevole attività anche in seno alla Pontificia Accademia Romana dei Nuovi Lincei, della quale - a partire dal 1875 - fu socio e, per diversi anni, prima decano e poi, dal 1905, presidente.
Morì a Roma il 26 dicembre 1921 a 76 anni.

## Riconoscimenti
Nel centenario della morte è stata programmata una commemorazione alla Chiesa Nuova a Roma.
A Roma portano il suo nome una via e la scuola primaria che vi si trova.